# Reserva índia Wabamun 133A
La Reserva índia Wabamun 133A és una reserva índia a Alberta. És una de les tres reserves sota govern de la Banda Paul de la nació Nakoda. Està situada al comtat de Parkland al marge oriental del llac Wabamun. La vila d'estiu de Kapasiwin, la reserva índia Wabamun 133B i el llogaret de Duffield són adjacents a Wabamun 133A pel nord-oest, nord, i est respectivament. En 2011 tenia una superfície de 62,54 km² i una població de 1.039 habitants, dels quals només 190 parlen stoney.

## Demografia
En 2006 la reserva índia Wabamun 133A tenia 1.088 vivint en 207 habitatges, un increment del 9,0% des de 2001. La reserva índia té una superfície de 62,54 km² i una densitat de població de 17,4 h/km².